# 2017 FM1
2017 FM1 è un asteroide di piccole dimensioni del diametro di circa 5 metri. È stato scoperto il 20 marzo 2017 dal telescopio dell'Osservatorio di Monte Lemmon ed è passato a circa 120.000 chilometri dalla Terra. Presenta un'orbita caratterizzata da un semiasse maggiore pari a 1,2990427 au e da un'eccentricità di 0,3298483, inclinata di 9,41137° rispetto all'eclittica.